# Бровко Іван Карпович
Іва́н Ка́рпович Бровко́ (1908—1989) — радянський військовий льотчик, учасник громадянської війни в Іспанії та Другої світової війни, генерал-лейтенант авіації.

## Життєпис
Народився в селі Селидівка (нині місто Селидове) Донецької області у родині українців. 1922 року закінчив 6 класів новоселидівської школи. Навесні 1926 року своїв трактор «Фордзон», працював трактористом в колгоспі Новоселидівської сільради Сталінської області. 1927 року вступає в комсомол, того ж року очолюює комсомольський осередок села.
В листопаді 1930 року мобілізований до РСЧА, зарахований писарем-курсантом в окремий ескадрон зв'язку 1-го кавалерійського корпусу червоних старшин, що розміщувався у місті Проскурів. 1931 року подає керівництву рапорт з проханням перевести його в Єйську школу льотчиків.
Від літа 1931 року служив старшим писарем батальйону у Військовій школі морських льотчиків та льотчиків-спостерігачів в Єйську, у лютому 1932-го зарахований курсантом. По закінченні курсу льотної підготовки від грудня 1933 року продовжив навчання на курсах штурманів.
Літом 1934 року закінчує курси, призначений штурманом літака, 91-ша авіаескадрилья 23-ї важкобомбардувальної бригади, Моніно, літав на ТБ-3.
Протягом 1936—1937 років знаходився в урядовому відрядженні у Іспанії, здійснив 86 бойових вильотів на бомбардування тилу й флоту сил генерала Франко. За участь в боях у Іспанії нагороджений орденом Червоного Прапора.
Від серпня 1937 по березень 1938 року знаходився в спецвідрядженні у Китаї, до червня 1941-го був там ще 3 рази. В часі третього відрядження привозив до СРСР керівництво комуністичного Китаю, в тому числі Ван Міна; за ці завдання нагороджений орденами Червоного Прапора та Червоної Зірки.
Від березня 1938 року старший лейтенант Бровко проходив службу на посаді флагштурмана 6-го важкобомбардувального авіаполку 1-ї армії особливого призначення, місто Іваново.
В липні 1938 року обраний депутатом Верховної Ради РРФСР.
У лютому 1939 року направлений на навчання до Сталінградської школи льотчиків; здобув спеціальність пілота літака Р-6. Протягом місяця пройшов перенавчання на льотчика швидкісного бомбардувальника СБ в енгельській школі військових льотчиків. По закінченні перенавчання в жовтні 1939 року призначений командиром ескадрильї 164-го резервного авіаполку 1-ї резервної авіабригади у місті Воронеж. Від жовтня 1940-го — заступник командира 220-го авіаполку далекого бомбардування 48-ї авіадивізії далекого бомбардування, 2-й авіаційний корпус далекої бомбардувальної авіації. У січні 1941 року спецрейсом привіз з Китаю сина Мао Цзедуна та дочку Чжу Де.
З 26 червня 1941 року вів бойові дії в смузі відповідальності Західного фронту, від липня — Центрального. В кінці липня його літак при поверненні з бойового завдання був підбитий, Іван Бровко зумів відірватися від переслідування та здійснити вимушену посадку на неокупованій території.
25 серпня 1941-го призначений командиром 51-го полку далекого бомбардування, від 15 вересня — 98-го полку далекого бомбардування. До лютого 1942 року підполковник Бровко здійснив 41 бойовий виліт на бомбардування. Полк під його орудою здійснював авіаційні удари по залізничним вузлам Курськ, Орел, Харків, цілям в глибокому тилу. 15 липня підрозділ перебазовується в Моніно, звідки літав на бомбардування цілей в Німеччини, 4 вильоти здійснив й Іван Бровко.
В часі Сталінградської битви 752-й авіаційний полк здійснював удари по залізничним станціям Міллерово, Ростов-на-Дону, Сальськ, Шахти, аеродрому станиці Тацинська. По завершенні розбиття нацистських сил під Сталінградом полк Івана Бровка повернувся на аеродром Липецьк-Грязі.
В березні 1943 року тимчасово виконував обов'язки командира 24-ї авіадивізії далекої дії. В травні 1943-го під його керівницьвом на її основі сформовується 3-тя гвардійська авіаційна дивізія далекої дії. Дивізія в складі з-го авіакорпусу брала участь в багатьох військових операціях, за форсування Дніпра їй присвоєне звання «Дніпровської».
В березні 1944-го підвищений до звання генерал-майора авіації. 9 травня 1944 року представлений командиром 3-го авіакорпусу генерал-майором Миколою Волковим до звання Героя Радянського Союзу, однак керівництво понизило нагороду до ордена Суворова 2-го ступеню, а в серпні 1944-го — 1-го ступеню.
1945 року дивізія під орудою Бровка брала участь в багатьох наступальних операціях.
В часі з червня 1941 року по травень 1945-го Іван Бровко здійснив 81 бойовий виліт. По закінченні війни продовжував керувати 13-ю гвардійською бомбардувальною авіаційною дивізією. В 1947—1949 роках проходив курси підвищення кваліфікації у Вищій військовій академії ім. К. Ворошилова, По закінченні навчання призначений заступником командира 51-го бомбардувального авіакорпусу, що входив до складу 50-ї повітряної армії авіації далекої дії.
Від серпня 1953 року керував 57-ю важкобомбардувальною дивізією далекої дії. Від березня 1956 року виконував обов'язки помічника командуючого, а з квітня 1957-го — першого заступника командуючого 50-ю повітряною армією.
В лютому 1958 року Івану Бровку присвоєне звання генерал-лейтенанта авіації. З травня 1959-го — начальник 4-го управління НДІ ВПС — заступник начальника Державного НДІ по озброєнню.
У травні 1964 року по стану здоров'я звільнений в запас. Працював в Центрі по підготовці космонавтів ім. Гагаріна, також займався громадською діяльністю.
Помер 1989 року в місті Щолково Московської області, похований в селі Леониха Щолковського району.